# Calvin Jeremy
Calvin Jeremy (nacido en Yakarta, el 6 de mayo de 1991) es un cantante indonesio. Se hizo famoso con una de sus canciones titulada " Dua Cinta Satu Hati", ese fue el inicio de su carrera musical a partir del 2010.
Además ha incursionado en otros géneros musicales como el pop y el jazz, rindiendo homenajes a estos estilos musicales. 

## Discografía
- Selamanya (2010)
- Calvin Jeremy (2012)
- The Freaks (2016)
- Nostalgia (2018)

## Filmografía
- Hasduk Berpola" (2013)